# サンタ・ムエルテ
サンタ・ムエルテ（スペイン語: Nuestra Señora de la Santa Muerte、Santa Muerte、Santísima Muerte　 死の聖母を意味する。）は、メキシコの民俗カトリック主義における聖人、あるいは女神である。死を擬人化した姿で表現される。あらゆる願いを叶えてくれるとして人気を集め、カトリック教会の指導者による非難にもかかわらず、サンタ・ムエルテ崇拝は、21世紀に入ってますます拡大している。

## 概要

### 歴史
コロンブス以前の時代より、メキシコ文化では死に対する崇敬が存在し、それは死者の日 にも見ることができる。その要素として、人々に死を思い起こさせるための髑髏の使用を含む。サンタ・ムエルテの起源については、先述のようなメキシコ先住民文化に起源を求める説をはじめとして、様々な主張がなされているが、詳しいことは殆ど不明である。 
サンタ・ムエルテ崇拝はメキシコのカトリック教会によって悪魔崇拝であるとして非難されているが、近年ますますメキシコの文化に定着しつつある。

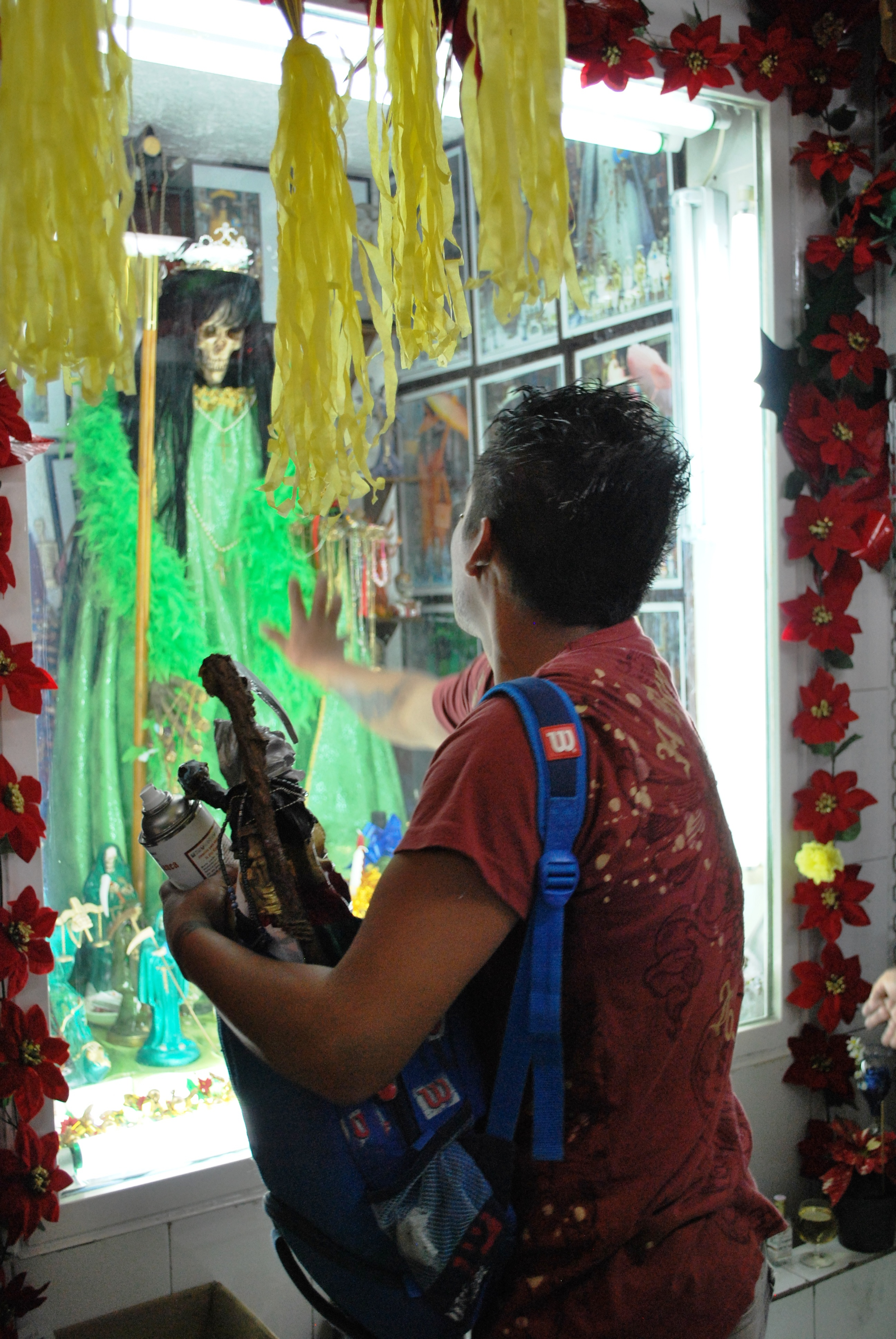
公共の場に初めて設置されたサンタ・ムエルテの礼拝所で祈る信者（メキシコシティ　テピート）

サンタ・ムエルテ崇拝は20世紀まで秘密とされ、祈りと儀式は信者の家庭内で行われてきた。21世紀初頭から、特にメキシコシティにおいて、エンリケタ・ロメロ (Enriqueta Romero) という信者が2001年に礼拝所を設置した後、崇拝がより一般的になった。サンタ・ムエルテの信者の数は、過去10年から20年の間に急速に増加し、メキシコ、アメリカ合衆国、そして中央アメリカの一部で推定1000万〜2000万人にもなっている。

### 姿
サンタ・ムエルテは、一般的に、長いローブに身を包み、鎌と地球を持つ、骸骨の女性像として表現される。ローブの色などの図像の具体的なイメージは、各々の信者や行う儀式や祈願に応じて大きく異なるので多様である。足元などにフクロウが配置されたり、正義の天秤や砂時計、ランプを持つこともある。

### 異名
サンタ・ムエルテには以下に挙げるような異名でも親しまれている。ラ・ニーニャ・ブランカ（La Niña Blanca 純白の少女）、ラ・ニーニャ・ボニータ（La Niña Bonita 可愛い少女）、ニーニャ・サンタ（Niña Santa 聖なる少女）、ラ・フラカ（La Flaquita 痩せた少女）、ラ・エルマナ・ブランカ（La Hermana Blanca 白いお姉さん）、ドニャ・ブランカ（Doña Blanca 白い貴婦人）、セニョーラ・デ・ラス・ソンブラ（Señora de las Sombras 影の婦人）、ラ・グアパ（La Guapa 最も美しい女性）、ラ・ムエルテ・ミズマ（La Muerte Misma 死と同等の絶対者）。

## 信仰の形態

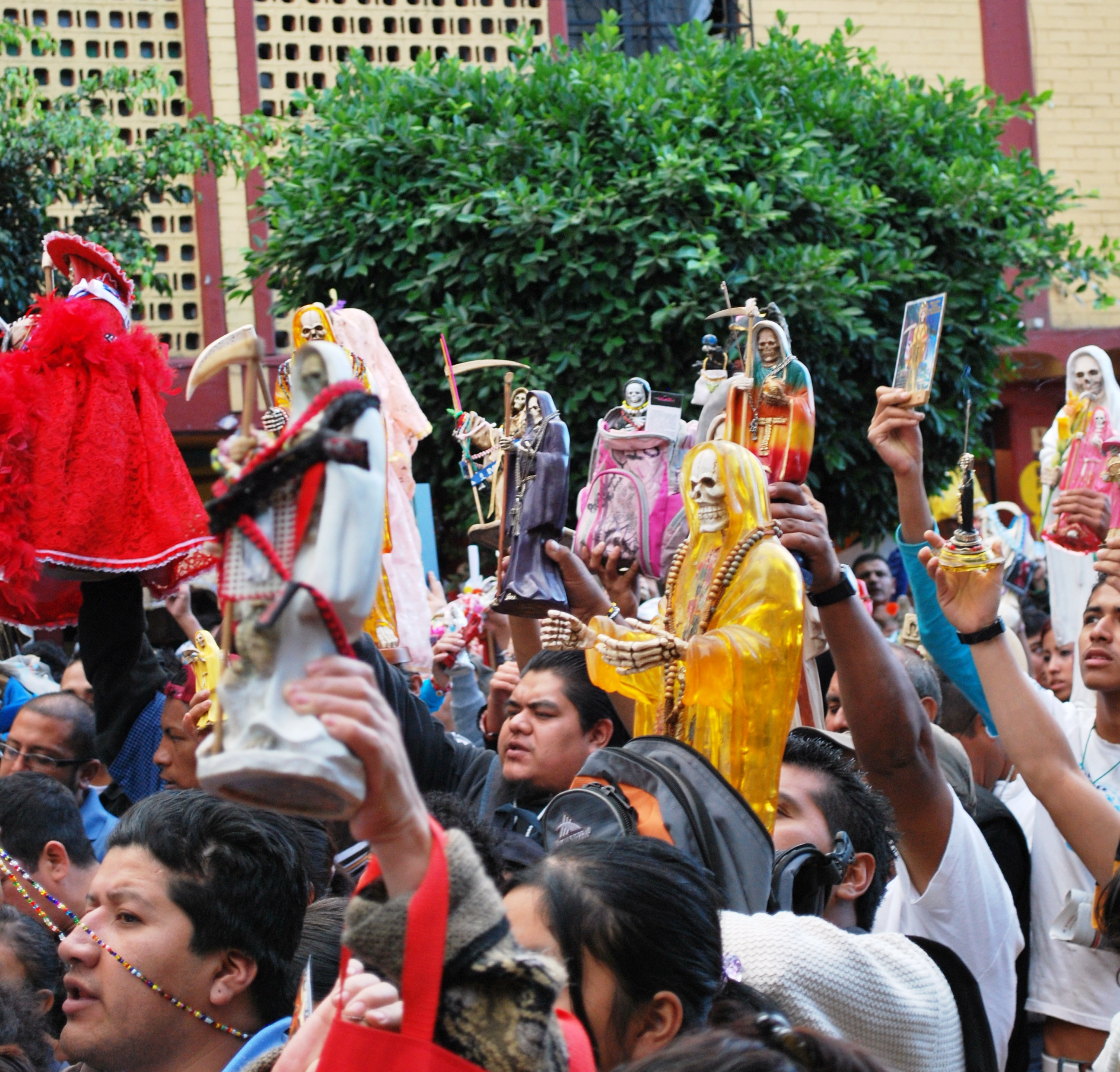
サンタ・ムエルテ像を掲げる信者たち（メキシコシティ　テピート）

あらゆる願いを叶える存在として信じられ、悪意の願いすらも聞き届けられるとして、貧困層の一般市民から犯罪者に至るまで様々な社会階層の人々に信仰は普及している。また、カトリック教会から悪魔崇拝として非難を受けてはいるものの、信者たちの多くがこの信仰を、カトリック信仰の一部であると主張し、カトリック信仰とサンタ・ムエルテ崇拝を掛け持ちする者も多い。

信者各々がサンタ・ムエルテの像を所有し、祭壇を設けて供物を捧げる。供物は、灯明、水、香、花、土、果物などの他に、葉巻やタバコが好んで捧げられている。サンタ・ムエルテ像の彩色には、主に白、赤、青、黄、緑、黒、紫があり、他にアイボリー、金、琥珀色、こげ茶が用いられることもある。彩色によって、それぞれ意味合いが異なり、祈願や儀式に合わせて、像を取り替えたり、服を着せ替える。
以下に色の意味合いを列挙する。

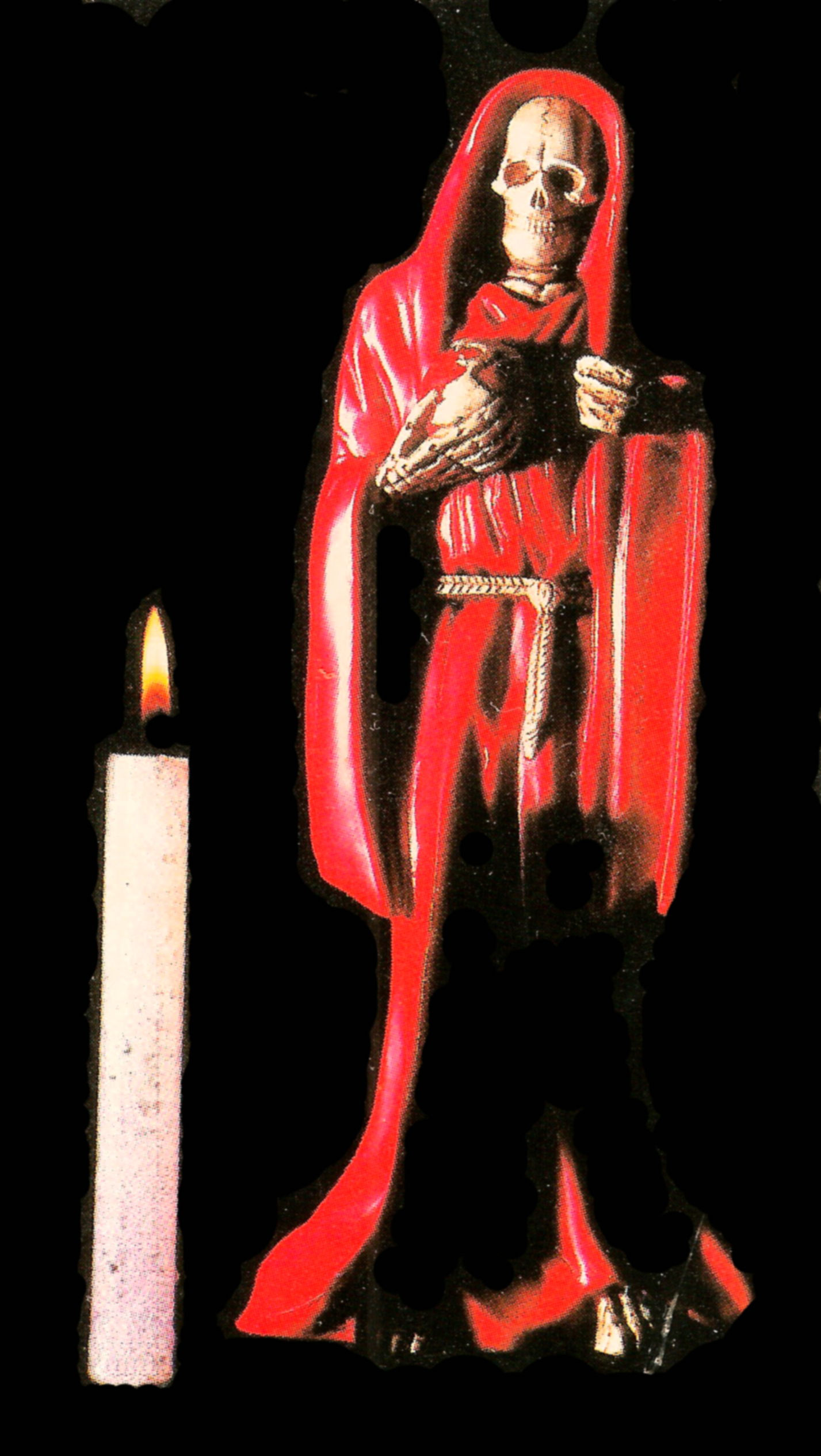
赤のサンタ・ムエルテ像

- 白:最も一般的な色。純粋を表し、負のエネルギーや悪霊を払う。至高の存在を体現する色。
- 赤:家族、恋人、ビジネスパートナーと良縁を結ぶ。
- 青:知恵を授ける。ビジネスにおける人間関係を円滑にする。
- 黄:問題解決の為のひらめきをもたらす。エネルギーを与える。ギャンブルにおける運を司る。
- 緑:正義を表す。紛争や裁判の解決を助ける。
- 黒:最も強力な色。呪いの力を砕き、魔術的な霊力を司る。善悪に捉われず、非道な願いも叶える。
- 紫:不幸の中にいる者を再起させる。
- アイボリー:白と同様。人骨の色を表す。
- 金:経済的な豊かさや成功をもたらす。
- 琥珀色:病や怪我を癒す。
- こげ茶:生活を阻害するものを遠ざける。

これらの他に、色をボーダーで複数組み合わせた像も存在する。

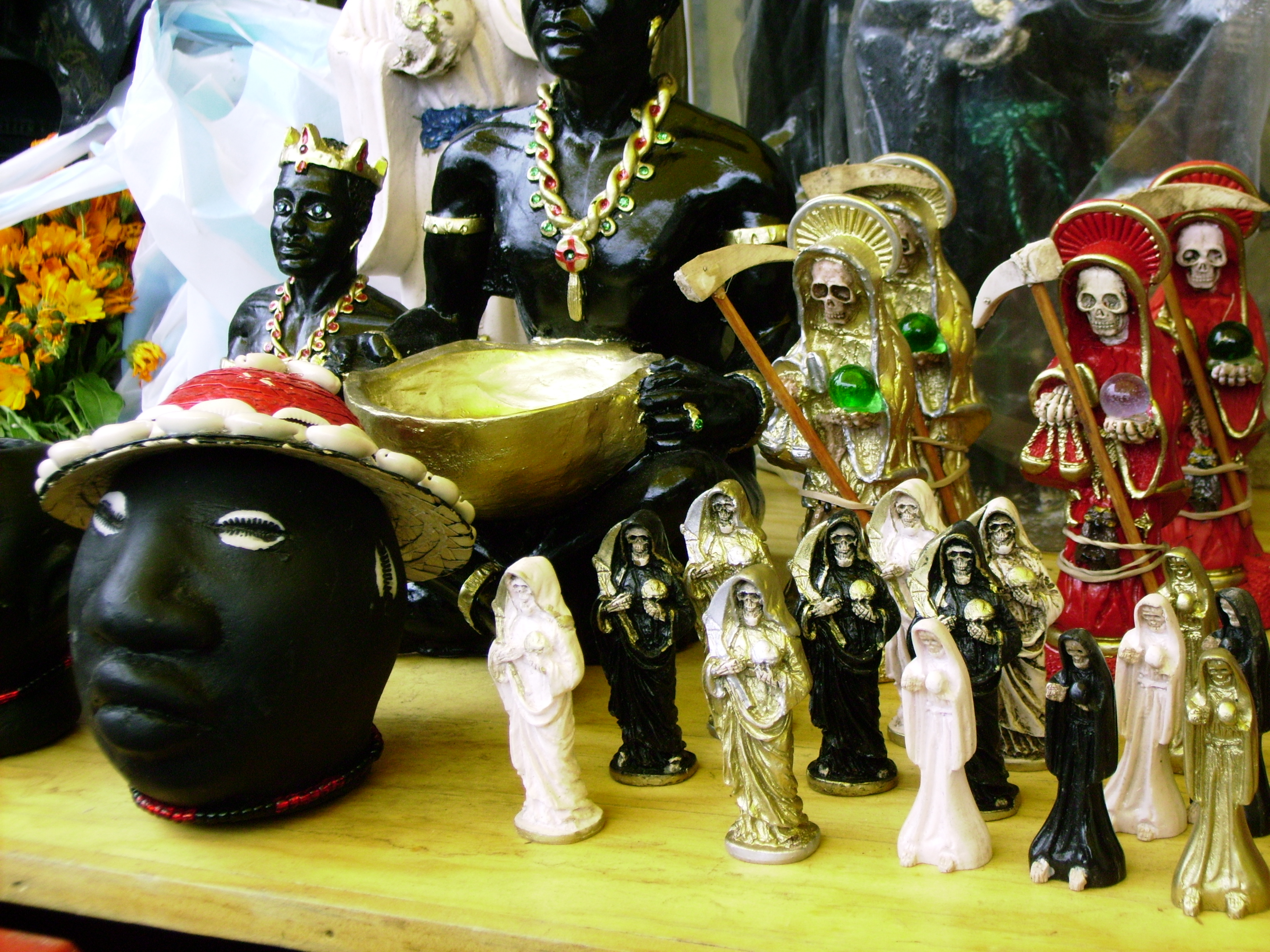
ソノラ市場で販売されているサンタ・ムエルテ像

## 社会との関係
サンタ・ムエルテ崇拝のコミュニティは組織化されておらず、「司祭」などの役職は存在しない。ただ、サンタ・ムエルテのメキシコにおける普及が⿇薬取引業者の拡散と同時並⾏的に起きたことに関して、メキシコ政府やメディアは、サンタ・ムエルテが「ナルコ-サタニコス（⿇薬業者の⿊魔術信仰）」であるとして麻薬カルテルと密接に結びついているという見方をしている。この点につき、サンタ・ムエルテ崇拝の現地調査研究をしている加藤薫教授は、麻薬業者がサンタ・ムエルテ信仰を隠れ蓑にすることはあっても「サンタ・ムエルテ信仰は⿇薬業者のカルトではない。」という見解を示している。

### 事件
2012年3⽉末、メキシコ北⻄部のソノラ州で、サンタ・ムエルテを信仰する男⼥8⼈ が、過去4年間に3⼈を「⽣贄」として殺害した容疑で逮捕された。なお、サンタ・ムエルテ信仰の教義には「⽣贄」や「⽣き⾎」を捧げるべしといった要素は皆無である。